# Loïc Le Marrec
Pour les articles homonymes, voir Le Marrec.
Loïc Le Marrec est un ancien joueur désormais entraîneur de volley-ball français né le 1er mars 1977 à Rochefort (Charente-Maritime). Il mesure 1,90 m et joue passeur. Il totalise 190 sélections en équipe de France.

## Biographie
Après de nombreuses sélections en équipe de France jeunes et A', il connait sa première sélection en équipe de France A lors de la ligue Mondiale de 2003. Après 2 championnats d'Europe des Nations, un championnat du Monde et un TQO, Il annonce sa retraite internationale en août 2009. Il continuera sa carrière en ligue A jusqu'en 2014 à l'age 38 ans. Par la suite il deviendra Entraîneur principal du Montpellier Volley, entraîneur national au Centre National de Volley Ball et entraîneur de l'équipe de France A'.

## Clubs

### Joueur
| Club                 | De        | À         |
| -------------------- | --------- | --------- |
| Stade Poitevin       | 1996-1997 | 1996-1997 |
| Spacer's de Toulouse | 1997-1998 | 1997-1998 |
| Stade Poitevin       | 1998-1999 | 1998-1999 |
| Spacer's de Toulouse | 1999-2000 | 2002-2003 |
| AS Cannes            | 2003-2004 | 2006-2007 |
| Tours Volley-Ball    | 2007-2008 | 2009-2010 |
| Montpellier UC       | 2010-2011 | 2013-2014 |

### Entraîneur
| Club           | De        | À   |
| -------------- | --------- | --- |
| Montpellier UC | 2014-2015 | ... |

## Palmarès
- Ligue mondiale
  - Finaliste : 2006
- Championnat de France (3)
  - Vainqueur : 1999, 2005, 2010
  - Finaliste : 2004
- Coupe de France (3) :
  - Vainqueur : 2007, 2009, 2010
  - Finaliste : 2006
- Supercoupe de France
  - Perdant : 2005